# Lijst van kamermuziek van Franz Schubert
Dit is een lijst van kamermuziek van Franz Schubert.

## Strijktrios

#### Strijktrio in Bes-groot (D 471)
- Allegro

#### Strijktrio in Bes-groot (D 581)
- 1. Allegro moderato
  2. Andante
  3. Menuetto: Allegretto
  4. Rondo: Allegretto

## Strijkkwartetten

#### Strijkkwartet Nr. 1 (in c-klein) in wisselende toonsoorten (D 18)
- 1. Andante - Presto vivace
  2. Menuetto
  3. Andante
  4. Presto

#### Strijkkwartet (D 19)
→ (spoorloos verdwenen)

#### Strijkkwartet (D 19a)
→ (spoorloos verdwenen)

#### Strijkkwartet Nr. 2 in D-groot (D 32)
- 1. Presto
  2. Andante
  3. Menuetto: Allegro
  4. Allegro con spirito

#### Strijkkwartet Nr. 3 in Bes-groot (D 36)
- 1. Allegro
  2. Andante
  3. Menuetto: Allegro ma non troppo
  4. Allegretto

#### Strijkkwartet in Es-groot (D 40)
→ (spoorloos verdwenen)

#### Strijkkwartet Nr. 4 in C-groot (D 46)
- 1. Adagio - allegro con moto
  2. Andante con moto
  3. Menuetto: Allegro
  4. Allegro

#### Strijkkwartet Nr. 5 in Bes-groot (D 68)
- 1. Allegro
  2. Allegro

#### Strijkkwartet Nr. 6 in D-groot (D 74)
- 1. Allegro ma non troppo
  2. Andante
  3. Menuetto
  4. Allegro

#### Strijkkwartet Nr.10 in Es-groot (D 87)
- 1. Allegro moderato
  2. Adagio
  3. Scherzo prestissimo
  4. Allegro

#### 5 Deutsche Tänze mit Coda und 7 Trios (D 90)
voor strijkkwartet

#### Strijkkwartet Nr. 7 in D-groot (D 94)
- 1. Allegro
  2. Andante con moto
  3. Menuetto: Allegretto
  4. Presto

#### Strijkkwartet Nr. 8 in Bes-groot (D 112)
- 1. Allegro ma non troppo
  2. Andante sostenuto
  3. Menuetto: Allegro
  4. Presto

#### Strijkkwartet Nr. 9 in g-klein (D 173)
- 1. Allegro con brio
  2. Andantino
  3. Menuetto: Allegro vivace
  4. Allegro

#### Strijkkwartet Nr. 11 in E-groot (D 353)
- 1. Allegro con fuoco
  2. Andante
  3. Menuetto: Allegro vivace
  4. Rondo: Allegro vivace

#### Strijkkwartet Nr. 12 in c-klein „Kwartetdeel“ (D 703)
- 1. Allegro assai

#### Strijkkwartet Nr. 13 in a-klein „Rosamunde-kwartet“ (D 804)
- 1. Allegro ma non troppo
  2. Andante
  3. Menuetto: Allegro
  4. Allegro moderato

#### Strijkkwartet Nr. 14 in d-klein „Der Tod und das Mädchen“ (D 810)
- 1. Allegro
  2. Andante con moto
  3. Scherzo: Allegro molto
  4. Presto

#### Strijkkwartet Nr. 15 in G-groot (D 887)
- 1. Allegro molto moderato
  2. Andante un poco moto
  3. Scherzo: Allegro vivace - Trio: Allegretto
  4. Allegro assai

## Strijkkwintet

#### Strijkkwintet in C-majeur (D 956)
- 1. Allegro ma non troppo
  2. Adagio
  3. Scherzo: Presto - Trio: Andante sostenuto
  4. Allegretto

## Werken voor viool en piano

#### Sonate Nr. 1 in D-groot (D 384)
- 1. Allegro molto
  2. Andantino
  3. Rondo-Allegro vivace

## Arpeggionesonate voorArpeggioneen piano

#### Sonate in a-klein (D 821)
- Allegro moderato
- Adagio
- Allegretto

## Pianotrio's

#### Pianotrio Nr. 1 in Bes-groot (D 898)
- 1. Allegro moderato
  2. Andante un poco mosso
  3. Scherzo (allegro)
  4. Rondo (allegro vivace)

#### Pianotrio Nr. 2in Es-groot (D 929)
- 1. Allegro
  2. Andante con moto
  3. Scherzando (allegro moderato)
  4. Allegro moderato

## Pianokwintet

#### Pianokwintetin A-groot „Forellenkwintet“ (D 667)
- 1. Allegro vivace
  2. Andante
  3. Scherzo: Presto
  4. Thema mit Variationen: Andantino
  5. Finale: Allegro giusto